# Triple H
Paul Michael Levesque (* 27. července 1969, Nashua, New Hampshire), známý jako Triple H, je bývalý americký profesionální wrestler. Pracuje pro společnost WWE jako obsahový ředitel.

## Kariéra
Svůj debut si odbyl ve WCW v roce 1993 pod jménem Terra Ryzing. V květnu roku 1995 podepsal smlouvu s World Wrestling Entertainmenta a začal používat jméno Hunter Hearst Helmsley, které bylo po vytvoření stable DX zkráceno na Triple H. 
Měl možnost se utkat v ringu s takovými hvězdami wrestlingu jako byl Stone Cold, Hulk Hogan nebo The Undertakerem. 
Později vznikl jeden z asi nejznámějších Tag Teamů D-Generation X, který tvořili on, Shawn Michaels, Billy Gunn, X-Pac, Road Dogg a Chyna. 
V jednom z nejznámějších zápasů Tag teamu Stone Cold a Triple H vs Chris Jericho a Chris Benoit se vážně zranil, když si utrhl čtyřhlavý stehenní sval, ale i přes to zápas dokončil. Zranění trvalo dlouhých 8 měsíců, ale hned po jeho návratu se objevil nový tag team The Evolution, který tvořili Triple H, Dave Batista, Ric Flair a Randy Orton. 
Od září roku 2022 pracuje ve WWE jako obsahový ředitel.

## Dosažené tituly
- IWF Heavyweight Championship (1krát)
- IWF Tag Team Champions (1krát)

- Unified WWE Tag Team Championship (1krát)
- World Heavyweight Championship (5krát)
- WWF/WWE Championship (9krát)
- WWF/WWE Intercontinental Championship (5krát)
- WWF European Championship (2krát)
- WWF Tag Team Championship (2krát)
- King of the Ring 1997
- Royal Rumble (2002, 2016)
- Triple Crown Champion (7krát)
- Grand Slam Champion (2krát)
- Slammy Award (3krát)
- WWE Hall of Fame 2019

## Soukromý život
Od roku 2000 až do roku 2003 byl ve vztahu s wrestlerkou Chynou.
V roce 2003 si vzal Stephanie McMahon. V roce 2006 se jim narodilo první dítě, dcera Aurora Rose Levesque a v roce 2008 druhá dcera Murphy Claire Levesque. V roce 2010 se jim narodilo další dítě.
Na konci roku 2004 vydal knihu Making the Game: Triple H's Approach to a Better Body.

## Herectví
Triple H si také zahrál ve filmu Blade: Trinity, kde si zahrál upíra Jarko Grimwooda. Také hraje ve filmu s koprodukcí s WWE Film - Journey of Death s  Clivem Owenem, jehož oznámené vydání je rok 2009. Také hrál v pár epizodách seriálu Billions - 7. řada.